# ドノバン・クリンガン
ドノバン・ジョン・クリンガン（Donovan John Clingan, 2004年2月23日 - ）は、アメリカ合衆国のバスケットボール選手。NBAのポートランド・トレイルブレイザーズに所属している。ポジションはセンター。

## 経歴

### ハイスクール
高校3年目のシーズンに平均27.3得点・17.2リバウンド・5.8ブロックを記録し、コネチカット州のゲータレード年間最優秀選手賞を受賞した。
4年目のシーズンは平均30.3得点・18.4リバウンド・6.2ブロックを記録し、2年連続でコネチカット州のゲータレード年間最優秀選手賞を受賞した。
2021年7月2日にコネチカット大学へのコミットを発表した。他にはミシガン大学、ミシガン州立大学、オハイオ州立大学、ジョージタウン大学などからもオファーを受けていた。

### カレッジ
1年目の2022-23シーズンは控えのセンターとして平均6.9得点・5.6リバウンド・1.8ブロックを記録し、ビッグ・イースト・カンファレンスのオールフレッシュマンチームに選出された。NCAAトーナメントではサンディエゴ州立大学との決勝で4得点・3リバウンド・1ブロック・2スティールを記録。チームは勝利し、9年ぶりの優勝となった。2023年のNBAドラフトでの指名候補とされていたが、大学に残留した。
2023-24シーズンから先発に定着した。
2024年4月12日に2024年のNBAドラフトにアーリーエントリーするために残りの大学の資格を放棄することを表明した

### NBA

#### ポートランド・トレイルブレイザーズ
2024年6月26日に行われたNBAドラフトにて1巡目全体7位でポートランド・トレイルブレイザーズから指名され、7月4日にブレイザーズとの契約に合意した。大学時代の背番号「32」は、ブレイザーズにおいてビル・ウォルトンの永久欠番であるため、背番号を「23」に変えることを表明した。

## 家族
母のステイシー・クリンガンもバスケットボール選手で、ブリストル・セントラル高等学校の通算リバウンドとブロック数で歴代1位を記録している。ステイシーは2018年に乳癌で亡くなった。

## 個人成績

### NBA

#### レギュラーシーズン
| シーズン | チーム | GP | GS | MPG  | FG%  | 3P%  | FT%  | RPG | APG | SPG | BPG | PPG |
| -------- | ------ | -- | -- | ---- | ---- | ---- | ---- | --- | --- | --- | --- | --- |
| 2024–25  | POR    | 67 | 37 | 19.8 | .539 | .286 | .596 | 7.9 | 1.1 | .5  | 1.6 | 6.5 |
| 通算     | 通算   | 67 | 37 | 19.8 | .539 | .286 | .596 | 7.9 | 1.1 | .5  | 1.6 | 6.5 |

### カレッジ
| シーズン | チーム | GP | GS | MPG  | FG%  | 3P%  | FT%  | RPG | APG | SPG | BPG | PPG  |
| -------- | ------ | -- | -- | ---- | ---- | ---- | ---- | --- | --- | --- | --- | ---- |
| 2022–23  | UConn  | 39 | 0  | 13.1 | .655 | .000 | .517 | 5.6 | .5  | .4  | 1.8 | 6.9  |
| 2023–24  | UConn  | 35 | 33 | 22.5 | .639 | .250 | .583 | 7.4 | 1.5 | .5  | 2.5 | 13.0 |
| 通算     | 通算   | 74 | 33 | 17.6 | .645 | .222 | .558 | 6.4 | 1.0 | .5  | 2.1 | 9.8  |